# Венґайти
Венґайти (пол. Węgajty, нім. Wengaithen) — село в Польщі, у гміні Йонково Ольштинського повіту Вармінсько-Мазурського воєводства.
Населення — 173 особи (2011).

## Демографія
Демографічна структура станом на 31 березня 2011 року:
|          | Загалом | Допрацездатний вік | Працездатний вік | Постпрацездатний вік |
| -------- | ------- | ------------------ | ---------------- | -------------------- |
| Чоловіки | 91      | 18                 | 67               | 6                    |
| Жінки    | 82      | 18                 | 52               | 12                   |
| Разом    | 173     | 36                 | 119              | 18                   |